# 罗恩·布朗 (1961年)
罗恩·布朗（英語：Ron Brown，1961年3月31日—），美国男子田径运动员，主攻短跑。他曾代表美国参加1984年夏季奥林匹克运动会田径比赛，获得男子4×100米接力金牌。